# The Book Beri'ah - Chokhma
Chokhma est le disque numéro 2 du coffret The Book Beri'ah, troisième volet du projet Masada de John Zorn. Il est interprété par le groupe de métal avant-garde Cleric. Il est paru en tant qu'album en février 2019.

## Titres
| No | Titre   | Durée |
| -- | ------- | ----- |
| 1. | Gadolot | 5:00  |
| 2. | Panim   | 5:13  |
| 3. | Kav     | 7:59  |
| 4. | Nogah   | 8:32  |
| 5. | Separ   | 7:11  |
| 6. | Imma    | 8:51  |
| 7. | Ta'amim | 8:05  |
| 8. | Iyyun   | 9:25  |
| 9. | Chalal  | 7:36  |

## Personnel
- Matt Hollenberg - guitares, oud
- Dan Kennedy - basse
- Nick Shellenberger - claviers, voix
- Larry Kwartowitz - batterie, percussions

Invités :
- Timba Harris - violon (3,9)
- Ludovic Beier - accordéon, accordina (5)